# Socratique

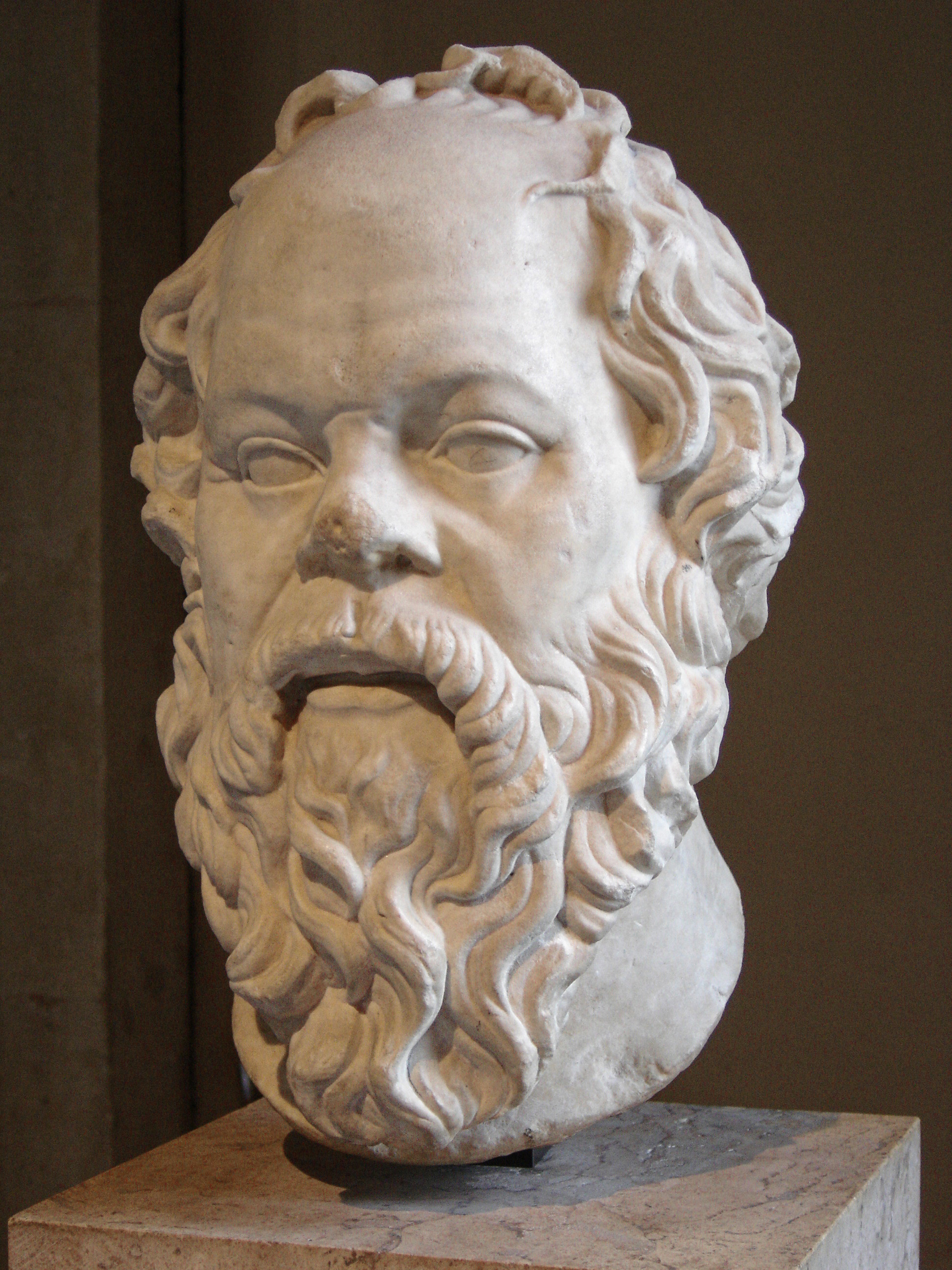
Socrate (musée du Louvre, Paris).

Les socratiques sont l'ensemble des philosophes qui ont été inspirés par la fréquentation de Socrate ou par la lecture de textes socratiques. On compte parmi les socratiques directs des auteurs comme Platon ou Aristote, que l'on appelle parfois les « grands socratiques » ; d'autres auteurs, au rapport plus indirect ou dont les publications ont été mineures, sont regroupés sous l'appellation de petits socratiques.  

## Concept
Le concept de socratique est large et mal défini. La tradition a distingué les grands socratiques, comme Platon et Aristote, qui se réfèrent à Socrate ou bien par le biais d'une mise en scène du maître (dialogues platoniciens) ou bien par le biais de citations et références (cas d'Aristote). Parmi les petits socratiques, on compte Xénophon ou Antisthène, qui fonde l'école cynique.
Par extension, on parle d'école socratique pour désigner la succession de ces philosophes. L'importance de ces écoles vient du fait qu'elles préparent l'apparition des grands courants philosophiques hellénistiques, comme le stoïcisme ou l'épicurisme. À part le cynisme, les écoles des petits socratiques ont rapidement disparu, là où les écoles des grands socratiques, à savoir le platonisme et l'aristotélisme ont connu une très grande postérité.

## Cercle socratique
Le cercle socratique constitue le noyau dur des individus qui fréquentent Socrate et en sont les disciples immédiats. Platon donne la liste de ces individus dans le Phédon. Elle comporte alors quinze personnes, présents auprès de Socrate :
« — Il y avait là, comme concitoyens, cet Apollodore, puis Critobule et son père Criton, et encore Hermogène, Épigène, Eschine et Antisthène ; il y avait également Ctésippe de Péanie, Ménexène et quelques autres Athéniens. Platon, je crois était malade. — Est-ce qu’il y avait des étrangers ? — Oui. Simmias le Thébain notamment, et Cébès, et Phaidondès ; venus de Mégare, Euclide et Terpsion. — Aristippe et Cléombrote étaient-ils là ? — Non ; ils étaient à Égine, à ce qu'on disait »
Xénophon, lui aussi auteur d’œuvres apologétiques sur Socrate, dont notamment une apologie de Socrate, nomme d'autres disciples ou amis dans les Mémorables : Aristodèmos le Petit, Aristippe de Cyrène, Aristarque, Euthèros, Diodoros, Dionysodoros, Acouménès...

## Écoles postérieures
Ce qui caractérise toutes ces écoles est leur souci éthique hérité de Socrate. Les écoles se divisent entre celles des grands socratiques et des petits socratiques :
- le platonisme de Platon reprend l'idéal moral de Socrate mais propose la théories des Idées que Socrate ne semble pas avoir soutenu ;

- le cynisme d'Antisthène reprend l'idéal moral de Socrate ;
- le cyrénaïsme d'Aristippe de Cyrène reprend son sens pratique ;
- l'école mégarique d'Euclide de Mégare, sa dialectique ;
- l'école d'Élis ou d'Érétrie est considérée comme l'école la plus fidèle à l'enseignement de Socrate.

### Textes
- Gabriele Giannantoni, (éd.), Socraticorum Reliquiae, Rome et Naples, 1983-1985, 4 vol. Ensemble repris et élargi dans Socratis et Socraticorum Reliquiae, Naples, Bibliopolis, coll. "Elenchos", 1990, 4 vol.

### Études
- G. Grote, Plato and the other companions of Socrates. Londres, 1865.
- J. Humbert, Socrate et les petits socratiques. Paris, PUF, 1967.
- J.-B. Gourinat, Socrate et les socratiques : études. Paris, Vrin 2001.